# Будажапова, Евгения Дампиловна
Евгения Дампиловна Будажапова (14 сентября 1949, Большой Луг, Бурят-Монгольская АССР — 13 апреля 2012, Улан-Удэ) ― российская бурятская художница, Заслуженный художник Республики Бурятия, Народный художник Республики Бурятия, дважды Лауреат Государственной премии Республики Бурятия в области литературы и искусства.

## Биография
Родилась 14 сентября 1949 года в селе Большой Луг Кяхтинского района Бурятской АССР.
В 1966 году после окончания средней школы поступила в Улан-Удэнское медицинское училище. С 1969 по 1971 год работала заведующей фельдшерским пунктом посёлка Поворот Селенгинского района.
В 1971 году поступила в Иркутское художественное училище на отделение декоративно-прикладного искусства, которое окончила в 1976 году. Некоторое время жила в Иркутске, где работала художником-декоратором в Театре юного зрителя и в Драматическом театре имени Николая Охлопкова.
С 1974 года была участником различных республиканских, зональных, российских и зарубежных выставок, в том числе персональных в Художественном музее имени Цыренжапа Сампилова. Эти выставки проходили в 1979 и 1998 годах в Улан-Удэ, в 1990 году в Иркутске.
В 1979 году вернулась в Бурятию и начала работать художником-постановщиком в Государственном Бурятском академическом театре драмы имени Хоца Намсараева.
В 1980-х годах проходила учёбу во Всесоюзном институте повышения квалификации по специальности «Главный художник», и на высших курсах при союзе театральных деятелей России.
В 1988 году стала членом Союза художников России. С 1991 по 1999 год работала художником-оформителем спектаклей в Бурятском республиканском театре кукол «Ульгэр», где оформила многие известные спектакли, в частности такие как «Мудрая девица Ногоодой» и «Собаки». Оба эти спектакля принимали участие в Международном фестивале в Киеве и в фестивале имени Александра Вампилова.
Создала эскизы к спектаклям «Вечер» белорусского драматурга Алексея Дударева (1982), «Будамшу» Цырена Шагжина (1983), «Бальжин Хатан»  Доржи Эрдынеева (1985).
Помимо работы в театре, Будажапова писала живописные картины и портреты: «Портрет искусствоведа А.В.Тумахани», «Портрет Басты» (1997),«Портрет Майдари Жапхандаева» (1997),  «Бабье лето» (1998), «Портрет Ларисы Егоровой» (1998), «Игры лунного света» (1999),  «Воспоминания  о детстве» (1999), «Людмила» (2001), «Женщина над морем» (2001), «Берег» (2001).
Произведения Евгении Будажаповой находятся в Художественном музее имени Цыренжапа Сампилова и в частных коллекциях.
Была удостоена званиями «Лауреат всесоюзного фестиваля творческой молодёжи», Заслуженного художника Республики Бурятия и Народного художника Бурятии. Дважды награждена Государственной премией Республики Бурятия в области литературы и искусства.
Умерла 13 апреля 2012 года в Улан-Удэ.